# ルート・クロル
ルート・ヨセフ・クロル（Rudolf "Ruud" Josef Krol, 1949年3月24日 - ）は、オランダ・アムステルダム出身の元サッカー選手。現役時代のポジションはディフェンダー（左サイドバック、スウィーパー）。

## 経歴

### クラブ
クロルは1968年にアヤックス・アムステルダムでキャリアを開始した。デビュー当初は出場機会に恵まれなかったが、1969年夏に左サイドバックのテオ・ファン・ダイフェンボーデがフェイエノールトへ移籍すると、出場機会を掴みレギュラーとなった。
リヌス・ミケルス監督の下、ヨハン・クライフらと共にチームを牽引、リーグ優勝7回、カップ優勝4回、UEFAチャンピオンズカップ（現UEFAチャンピオンズリーグ）優勝3回、インターコンチネンタルカップ優勝1回など数多くのタイトルを獲得。1970-71シーズンのUEFAチャンピオンズカップ決勝は、足の骨折のため出場出来なかったが、翌1971-72と1972-73シーズンでは決勝に出場し大会三連覇に貢献するなど、アヤックスの黄金時代を支えた。
その後、クライフとヨハン・ニースケンスが新天地を求めてクラブを去り、1974年10月にピート・カイザーが引退すると主将としてアヤックスを牽引。1979年のバロンドール（欧州年間最優秀選手賞）ではケビン・キーガン、カール＝ハインツ・ルンメニゲに次ぐ第3位に選ばれている。
1980年に北米サッカーリーグのバンクーバー・ホワイトキャップス 、イタリアのSSCナポリを渡り歩き、1986年にフランスのASカンヌ（当時リーグ・ドゥ所属）で現役を引退した。 

### オランダ代表

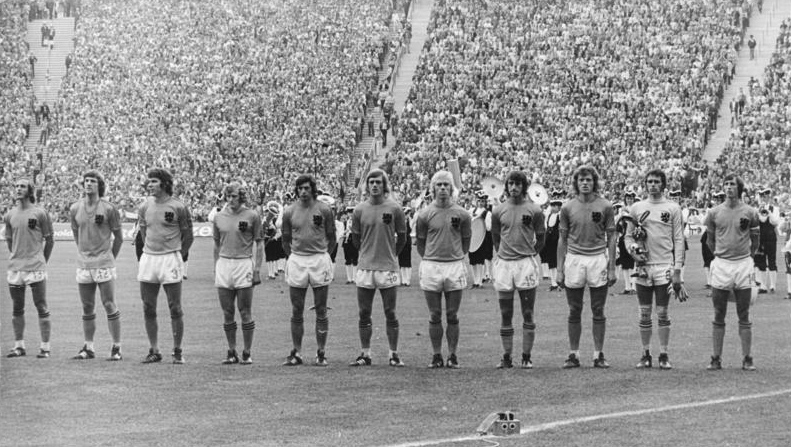
1974年のワールドカップ・西ドイツ大会決勝でのクロル（左から2人目）

オランダ代表としては1969年11月5日のイングランド戦でデビュー。クロルは1970年代のトータルフットボールと呼ばれた戦術の中で中盤からセンターバック、サイドバックを務め、守備能力と果敢なオーバーラップで重要な役割を担った。1974年のワールドカップ・西ドイツ大会では主に左サイドバックとしてプレーし、2次リーグのアルゼンチン戦では1得点。2次リーグ最終戦のブラジル戦では65分にロブ・レンセンブリンクとのパス交換から左サイドを突破、正確なクロスを上げクライフのジャンピングボレーシュートをアシストする活躍を見せた。決勝戦では地元の西ドイツに1-2で敗れ準優勝に終わった。
1978年のワールドカップ・アルゼンチン大会ではリベロを務め、参加を辞退したクライフに代わって主将を務めた。前回大会に続いて決勝進出に導いたが地元のアルゼンチンに延長戦の末1-3で敗れ去った。 
1979年5月22日に行われたアルゼンチンとの親善試合で65試合出場を果たし、オランダ代表歴代最多出場記録を更新。1980年のUEFA欧州選手権1980にも出場したが、ワールドカップ・スペイン大会予選ではフランスに競り負け敗退。1983年のUEFA欧州選手権1984予選、スペイン戦を最後に代表から退いた。クロルは国際Aマッチ83試合に出場し4得点を記録した。なお出場記録は2000年6月29日のUEFA欧州選手権2000準決勝、イタリア戦でアーロン・ヴィンターによって塗り替えられるまで歴代最多出場記録であった。

### 引退後
引退後は指導者の道へ進み、1994年にエジプトのアル・ザマレクの監督に就任。エジプトカップ優勝1回（1999年）、 アフリカチャンピオンズカップ（CAFチャンピオンズリーグの前身）優勝1回（1996年）、アフロアジアクラブ選手権優勝1回（1997年）に導いた。
2000年からはオランダ代表のコーチを務め、ルイス・ファン・ハール監督を補佐。2002年からはロナルド・クーマン監督の下で古巣のアヤックスでコーチに就任し、2005年にクーマンが監督を辞任すると暫定監督を務めた。2008年から2011年まで南アフリカのオーランド・パイレーツFCの監督を務めた。2012年からチュニジア・リーグのCSスファクシアンの監督に就任。2013年9月、チュニジア代表の監督に就任した。2014 FIFAワールドカップ・アフリカ3次予選のみの短期間の契約であり、CSスファクシアン監督との兼任となる。

## 獲得タイトル

### 選手

#### クラブ
アヤックス
- エールディビジ：1969-70, 1971-72, 1972-73, 1976-77, 1978-79, 1979-80
- KNVBカップ：1969-70, 1970-71, 1971-72, 1978-79
- ヨーロピアン・カップ：1970–71, 1971–72, 1972–73
- UEFAスーパーカップ：1972, 1973
- インターコンチネンタルカップ：1972

#### 代表
オランダ代表
- FIFAワールドカップ準優勝：1974, 1978
- UEFA欧州選手権3位：1976

#### 個人
- FIFAワールドカップ・ベストイレブン：1974, 1978
- UEFA欧州選手権ベストイレブン：1976
- バロンドール3位：1979
- グエリン・ドーロ：1979

### 監督
エジプトU-23代表
- アフリカ競技大会：1995

アル・ザマレク
- アフロアジアクラブ選手権：1997
- エジプト・カップ：2008

オーランド・パイレーツ
- プレミアサッカーリーグ：2010-11
- ネドバンク・カップ：2010-11

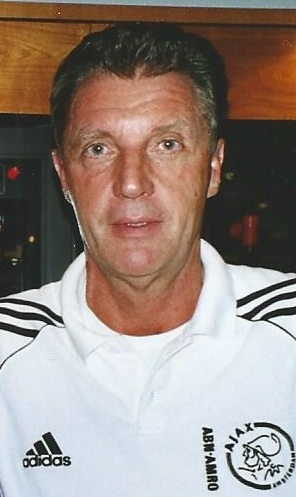
アヤックスのアシスタントコーチを務めていたクロル（2005年）

- テルコム・チャリティカップ：2010, 2011
- MTN 8：2010, 2011

スファクシアン
- チュニジア・リーグ：2012-13
- CAFコンフェデレーションカップ：2013

エスペランス
- チュニジア・リーグ：2013-14

ラジャ・カサブランカ
- UNAFクラブカップ：2015

アル・クウェート
- クウェート・プレミアリーグ：2019-20

#### 個人
- プレミアサッカーリーグ最優秀監督：2010-11